# Loyaliteitsmisbruik
Loyaliteitsmisbruik  is het gebruiken van de emotionele toewijding van een persoon om die persoon dingen te laten doen die aan die persoon zelf of aan anderen schade toebrengen. Het woord 'loyaliteitsmisbruik' is een samenstelling van loyaliteit (toewijding of trouw) en misbruik (het gebruiken voor verkeerde doelen).
In het kader van de relatie tussen opvoeders en kinderen duidt de term loyaliteitsmisbruik op de situatie dat een ouder of opvoeder misbruik maakt van de, vaak vanzelfsprekende, loyaliteit van het afhankelijke kind, om het dingen te laten doen, die niet bedoeld zijn om het kind ten goede te komen. Met name wordt dit gebruikt als de ene ouder misbruik maakt van de liefde en trouw van een kind, om het ertoe te brengen een voormalige partner waarmee het kind een opvoedingsrelatie (dikwijls vader of moeder) had rücksichtslos te verstoten. 
Het kind wordt ingezet voor een partnerconflict of erger, een intrapersoonlijk conflict, geprojecteerd op een partnerconflict. Loyaliteitsmisbruik kan in dit specifieke geval worden gebruikt als de vertaling van het Engelse begrip Parental Alienation (ouderlijke vervreemding of verstoting; niet te verwarren met het begrip oudervervreemding).

## Inleiding
Het kind dat is aangewezen op opvoeding door  beide ouders of meerdere opvoeders  wordt gedwongen gescheiden van de liefde van de andere ouder of opvoeder. Dit kan er toe leiden dat het kind zelf (noodgedwongen) haat ontwikkelt naar de eens geliefde ouder of opvoeder. In het uiterste geval kan dit leiden tot het ontwikkelen van het ouderverstotingssyndroom.

## Mishandeling
In alle handboeken over kindermishandeling wordt een dergelijk fenomeen beschreven onder het hoofdstuk psychische kindermishandeling. Het gebruik van de term 
loyaliteitsmisbruik is echter vrij nieuw. Met de erkenning van het bestaan van dit soort mishandeling zal naar verwachting het gebruik van deze term toenemen. 
Geestelijke mishandeling is in Nederland strafbaar op grond van artikel 300 van het Wetboek van Strafrecht.

## Schuldvraag
Er is discussie over de vraag of het mogelijk is in conflicten tussen ouders schuld van een enkele ouder te onderscheiden. Oftewel of loyaliteitsmisbruik van een ouder niet ook te wijten is aan de andere ouder. Deze discussie vertoont parallellen met die over (uitlokking bij) verkrachting. 
In het algemeen speelt bij elke vorm van misdaad de vraag wat het aandeel is van het slachtoffer of andere betrokkenen. Hoe meer (vermeende) misdaad zich afspeelt in de privésfeer, hoe moeilijker het is die vraag te beantwoorden. 

## Pathologie van de misbruiker
In veel gevallen kan worden aangetoond dat een misbruikende opvoeder door eigen geestelijke onvolmaaktheden wordt gedreven tot loyaliteitsmisbruik. Voor de hand liggende oorzaak is een eigen geschiedenis als kind dat slachtoffer is geworden van loyaliteitsmisbruik. Ook wordt er door Gardner gewezen op een aantal andere mogelijke pathologieën bij programmerende opvoeders. Borderline wordt soms gezien als veel voorkomende oorzaak
.

## Voorkomen in verschillende relaties
Misbruik van loyaliteit speelt zich ook af in andere relaties binnen familie- en stamverband. Het kan ook worden teruggevonden bij bijvoorbeeld traditionele ondergeschiktheidsrelaties en gijzelingssituaties (stockholmsyndroom).

## Voetnoten
1. ↑  Borderlinesyndroom als oorzaak.